# David Adjaye
Sir David Franka Adjaye ODE RA (Dar es Salaam, 22 de setembro de 1966) é um arquiteto britânico, conhecido por projetar edifícios notáveis em todo o mundo, incluindo o Museu Nacional de História e Cultura Afro-Americana. Em 2017, apareceu na lista de 100 pessoas mais influentes do ano pela Time.